# Ameal
Ameal is een plaats (freguesia) in de Portugese gemeente Coimbra en telt 1 678 inwoners (2001).